# D20-System

Logo des Systems d20

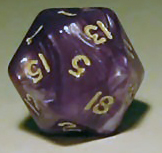
Nach einem 20-seitigen Würfel ist das System benannt.

Das d20-System (vom verwendeten 20-seitigen Würfel, d von engl. dice für Würfel) ist ein von Wizards of the Coast unter der Open Game License veröffentlichtes Rollenspielsystem ohne vorgegebene Kampagnenwelt. Kernpunkt ist die Trennung und Austauschbarkeit von Spielregeln und Welt; der Anspruch besteht darin, dass jede Rollenspielwelt unter d20 spielbar sein soll. Das System ist stark auf mittelalterliche Fantasywelten ausgelegt. Für Rollenspiele, die in einer moderneren Welt angesiedelt sind, gibt es das sogenannte d20 Modern. 
Das bekannteste Pen-&-Paper-Rollenspiel, Advanced Dungeons and Dragons, wurde von Wizards of the Coast (WotC) komplett auf das d20-System umgearbeitet und heißt jetzt Dungeons and Dragons 4th Edition, die im Juli 2008 erschien, in Anlehnung an das Original aus den 1970er Jahren von Gary Gygax. Im Computer-Rollenspiel-Bereich setzen unter anderem Spiele wie Neverwinter Nights auf d20 bzw. das darauf basierende D&D. 
Eine der Ideen unter dem Vorhaben d20 bestand darin, dem Erscheinen von Erweiterungen für das Rollenspiel Dungeons and Dragons eine rechtliche Grundlage zu bieten. Es gibt mittlerweile Dutzende von Drittfirmen, die solche Erweiterungen für Dungeons and Dragons unter der d20-Lizenz herstellen. Das d20-Regelwerk steht zum kostenlosen Herunterladen auf der offiziellen d20-Website zur Verfügung. Der deutsche Distributor Feder & Schwert hatte in der Vergangenheit abgelehnt, entsprechend ein deutsches Regel-Dokument zur Verfügung zu stellen. Als Gründe dafür wurden auf immer wiederkehrende Fragen von Fans rechtliche Bedenken angegeben, da der amerikanische Rechteinhaber WotC keine lokalisierten Versionen des SRD (System Reference Document) dulde. Dem entgegen steht, dass es in Frankreich bereits seit Erscheinen der französischen Grundregelwerke eine vom dortigen Lizenznehmer herausgegebene Übersetzung des SRD gab, ohne dass WotC je rechtliche Schritte dagegen unternommen hätte. 
Im April 2008 überraschte Feder & Schwert die Fangemeinde mit der Ankündigung, dass der amerikanische Herausgeber die rechtlichen Fesseln gelockert habe und einer deutschen Übersetzung des SRD nun nichts mehr im Wege stehe. Die Ankündigung wurde in Fankreisen unterschiedlich aufgenommen. Während die meisten Fans positiv überrascht waren und in einschlägigen Foren sofort mit der Arbeit an der Übersetzungen begannen, kritisierten andere, dass die Entscheidung angesichts der ins Haus stehenden 4. Regeledition von Dungeons & Dragons viel zu spät komme.

## Versionen
- d20 SRD 3.0: Erste Version, Regelbasis der Dungeons & Dragons 3rd Edition (2000)
- d20 SRD 3.5: Verbesserte Version des d20 SRD 3.0, Regelbasis der Dungeons & Dragons v.3.5 (2003), auch bekannt unter dem Namen Dungeons & Dragons Revised 3rd Edition
- d20 SRD 4.0: Vollständig überarbeitete Version des SRD, Regelbasis der Dungeons & Dragons 4th Edition (2008)
- d20 Modern SRD: Umsetzung des SRD für Nicht-Fantasy-Hintergründe, Regelbasis für das D20 Modern Roleplaying Game (2002)